# 楊上達
楊上達（？—？），山西長治縣人，清朝政治人物、同進士出身。
道光二十五年（1845年），登乙巳恩科進士。咸豐六年，擔任陝西白水縣知县。